# Церковь ветра
Церковь ветра, или Часовня горы Роккё (яп. 風の教会, яп. 六甲の教会) — церковь, расположенная на горе Роккё, Нада, район Кобе, Япония. Церковь была построена в 1986 году по проекту архитектора Тадао Андо, ставшего лауреатом Притцкеровской премии в 1995 году. Одно из трёх зданий в трилогии религиозных христианских сооружений вместе с Церковью света и Церковью воды.

## Примечание
1. ↑  archINFORM (нем.) — 1994.
2. ↑  Carlos Zeballos. MY ARCHITECTURAL MOLESKINE®: TADAO ANDO: CHAPEL IN MT. ROKKO (англ.). MY ARCHITECTURAL MOLESKINE® (16 сентября 2011). Дата обращения: 1 апреля 2019. Архивировано 1 апреля 2019 года.